# Société de sauvetage et de sécurité maritime

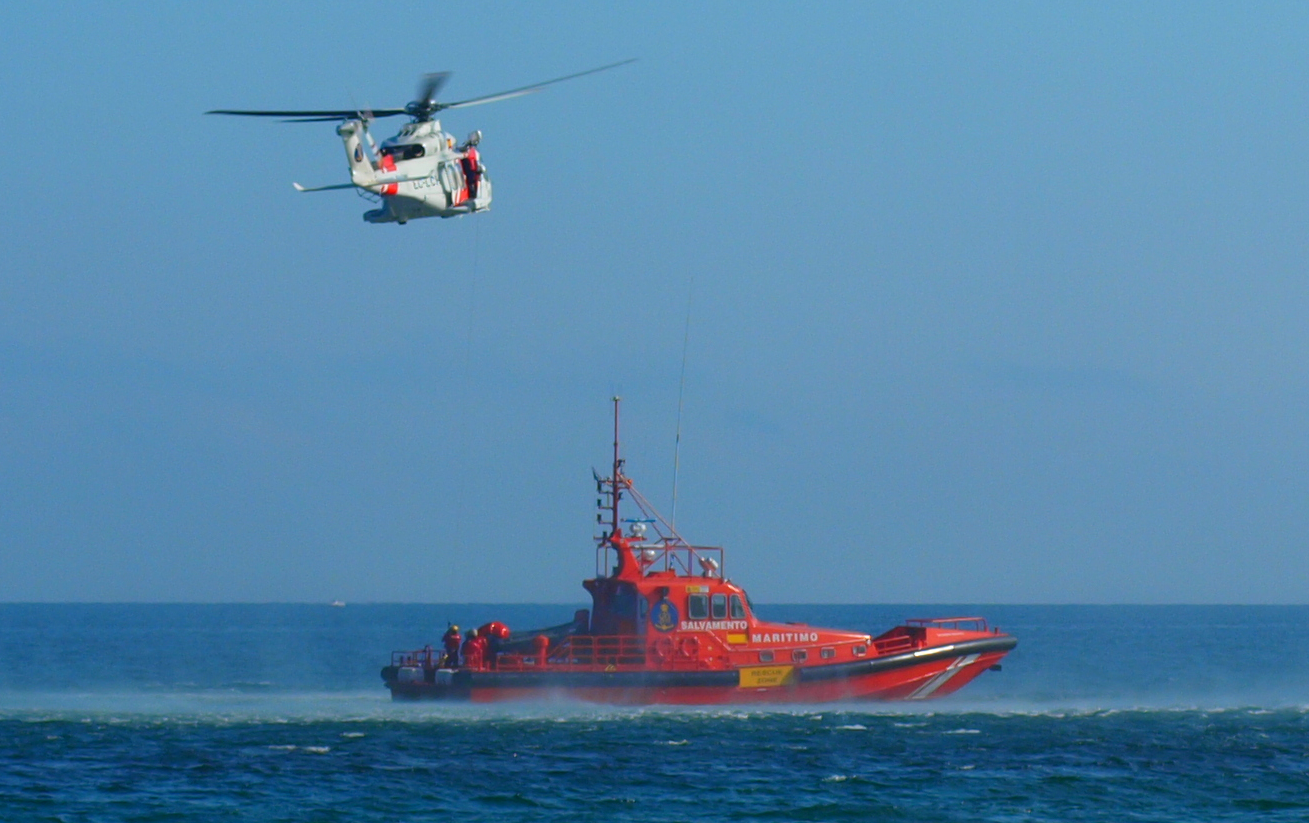
Un AgustaWestland AW139 et un bateau de SASEMAR.

La Société de sauvetage et de sécurité maritime, (espagnol : Sociedad Estatal de Salvamento y Seguridad Marítima), abrégé SASEMAR et communément Salvamento Marítimo, est un établissement public chargé de la sûreté maritime dans les eaux espagnoles. Il est placé sous la dépendance directe du ministère de l'Équipement via la Direction générale de la Marine marchande.
Son origine remonte à 1992 avec l'entrée en vigueur de la loi 27/92 de Puertos de Estado y de la Marina Mercante, mais le début des opérations en tant qu’établissement n’a lieu que courant 1993.
Salvamento Marítimo a pour objectif principal de s'occuper des opérations de recherche et de sauvetage en zones maritimes espagnoles, dont l'extension dépasse les 1 500 000 km2. Il est aussi chargé de la lutte contre la pollution, la supervision du trafic maritime (spécialement dans les zones de grand trafic, telles que le détroit de Gibraltar, et les dispositifs de séparation du trafic du cap Finisterre et cap de Gata), ainsi que l'assistance aux embarcations en détresse.

## Histoire
La première société de sauvetage en mer d’Espagne, la Sociedad Española de Salvamento de Náufragos, créée en 1880, était similaire à la Royal National Lifeboat Institution du Royaume-Uni. Comme son homologue britannique, cette société avait une gestion locale, avec des volontaires, et sans aucun système de coordination.
Avec le temps, cette société va disparaître, et son rôle fut rempli par l'Armée, l'agence Estatale Remolques Marítimos, pour les sauvetages en haute mer ; et la Croix-Rouge pour les sauvetages sur les plages et les côtes.
Un siècle après la première expérience d'une société de sauvetage maritime, l'Espagne va faire un pas en faveur de la création d'un système de sauvetage, avec la signature de la Convention internationale de recherche et sauvetage SAR 79, qui va entrer en vigueur en 1985. Cette convention définit l'organisation d'un réseau de centres chargés de la coordination des ressources humaines et matériels pour la réalisation des missions de sauvetage.
Avec l'Armée et Remolques Marítimos S.A. comme responsables uniques du sauvetage, l'Espagne, avec plus de 7 880 km de côtes et une superficie de 1 500 000 km2, ne disposait pas des moyens pour satisfaire aux exigences de la convention. Pourtant, en 1989 va être publié le premier Plan national de Sauvetage pour la construction de deux Centres de Coordination de Sauvetage et du Centre national de sauvetage, ainsi que pour l'achat des premiers équipements de flotte de la future société, au capital 100 % public.
La Sociedad de Salvamento y Seguridad Marítima fut créée le 24 novembre 1992, avec la promulgation de la Loi 27/1992 de Ports de l'État et de la Marine Marchande. Les taches délégués en cette nouvelle Société furent définies par l'article 90 de ladite loi :
La Sociedad de Salvamento y Seguridad Marítima a comme but la prestation des services de recherche, sauvetage maritime; du contrôle et aide au trafic maritime ; de prévention et lutte contre la pollution de l'environnement maritime ; de remorquage et embarcations auxiliaires; ainsi que toutes les activités complémentaires aux antérieures.
Depuis cette date l'établissement prend en charge la responsabilité de la recherche et le sauvetage en quatre zones définies par l'organisation maritime internationale : Atlantique (espagnol : Atlántico), Canaries (espagnol : Canarias), Détroit (espagnol : Estrecho) et Méditerranée (espagnol : Mediterráneo).

## Collaboration avec des autres organismes
Salvamento Marítimo, en plus de ses moyens propres, prend en charge la responsabilité de l'intervention des moyens des autres administrations et institutions collaboratrices. Ces institutions et organismes sont :
- Services d'urgence des Communautés autonomes ;
- protection civile ;
- armée ;
- Service de recherche et sauvetage (SAR) de l'Armée de l'Air ;
- Service maritime de la Guardia Civil ;
- Service de vigilance douanière ;
- Secrétariat Général de Pêche ;
- Centre Radiomédicale du Instituto Social de la Marina ;
- police nationale ;
- Abertis Telecom ;
- Croix-Rouge espagnole.

## Centres de sauvetage
Salvamento Marítimo a un réseau de 22 centres pour la gestion des différents moyens disponibles. Ceux-ci se divisent en un Centre national de coordination de sauvetage (CNCS), situé au siège de l'Établissement, à Madrid, et vingt-et-un Centres de Coordination de Sauvetage (CCS), repartis par la côte.
- Centros de Coordinación de Salvamento de la zone atlantique
  - CCS Vigo (Vigo)
  - CCS Finisterre (Puerto del Son)
  - CCS La Coruña (La Corogne)
  - CCS Ferol (Ferrol)
  - CCS Gijón (Gijón)
  - CCS Santander (Santander)
  - CCS Bilbao (Santurce)
- Centros de Coordinación de Salvamento de la zone des Canaries
  - CCS Las Palmas (Las Palmas de Gran Canaria)
  - CCS Tenerife (Santa Cruz de Tenerife)
- Centros de Coordinación de Salvamento de la zone du Détroit de Gibraltar
  - CCS Algeciras (Algeciras)
  - CCS Tarifa (Tarifa)
  - CCS Cádiz (Cadix)
  - CCS Huelva (Huelva)
- Centros de Coordinación de Salvamento de la zone Méditerranée
  - CCS Palamós (Palamós)
  - CCS Barcelona (Barcelone)
  - CCS Tarragona (Tarragona)
  - CCS Castellón (Castellón de la Plana)
  - CCS Valencia (Valence)
  - CCS Palma (Palma de Mallorca)
  - CCS Cartagena (Carthagène)
  - CCS Almería (Almería)

## Unités de sauvetage
[Quand ?]

### Unités maritimes
Pour la réalisation de ses tâches, la Sociedad Estatal de Salvamento y Segurida Marítima dispose de moyens maritimes et aériens. Dans les unités maritimes, on peut compter quatre navires polyvalents, douze remorqueurs de hauteur, quatre embarcations d’intervention rapide ainsi que trente-neuf bateaux de petite taille.

#### Navires polyvalents
Classe Luz de Mar
| Nom                 | Code  | Année | Puissance (cv.) | Tire (tonnes) | Largeur (m.) | Zone                 |
| ------------------- | ----- | ----- | --------------- | ------------- | ------------ | -------------------- |
| Luz de Mar          | BS-41 | 2005  | 10 300          | 128           | 56           | Détroit de Gibraltar |
| Miguel de Cervantes | BS-21 | 2005  | 10 300          | 128           | 56           | Canaries             |

Classe Don Inda
| Nom             | Code  | Année | Puissance (cv.) | Tire (tonnes) | Largeur (m.) | Zone         |
| --------------- | ----- | ----- | --------------- | ------------- | ------------ | ------------ |
| Don Inda        | BS-11 | 2006  | 20 600          | 228           | 80           | Atlantique   |
| Clara Campoamor | BS-32 | 2007  | 20 600          | 228           | 80           | Méditerranée |

#### Remorqueurs de hauteur
Salvamento Marítimo a 10 remorqueurs de hauteur en propriété.
Classe María de Maetzu
| Nom             | Code  | Année | Puissance (cv.) | Tire (tons.) | Largeur(m.) | Zone                |
| --------------- | ----- | ----- | --------------- | ------------ | ----------- | ------------------- |
| María Pita      | BS-14 | 2007  | 5 500           | 60           | 39,7        | Galice (Rías Bajas) |
| María Zambrano  | BS-22 | 2007  | 5 500           | 60           | 39,7        | Golfe de Cadix      |
| María de Maeztu | BS-13 | 2008  | 5 500           | 60           | 39,7        | Cantabrique         |
| Marta Mata      | BS-33 | 2008  | 5 500           | 60           | 39,7        | Baléares            |
| Sar Mastelero   | BS-23 | 2010  | 5 500           | 60           | 39,7        | Méditerranée Sud    |
| Sar Gavia       | BS-15 | 2010  | 5 500           | 60           | 39,7        | Galice (Rías Altas) |
| Sar Mesana      | BS-34 | 2010  | 5 500           | 60           | 39,7        | Levante             |

 Autres 
| Nom              | Code  | Année | Puissance (cv.) | Tire (tons.) | Largeur (m.) | Zone              |
| ---------------- | ----- | ----- | --------------- | ------------ | ------------ | ----------------- |
| Alonso de Chaves | BS-12 | 1987  | 8 640           | 105          | 63           | Cantabrique       |
| Punta Salinas    | BS-42 | 1982  | 8 800           | 97,7         | 63           | Canaries          |
| Punta Mayor      | BS-31 | 1984  | 8 000           | 81           | 60           | Méditerranée Nord |

## Images

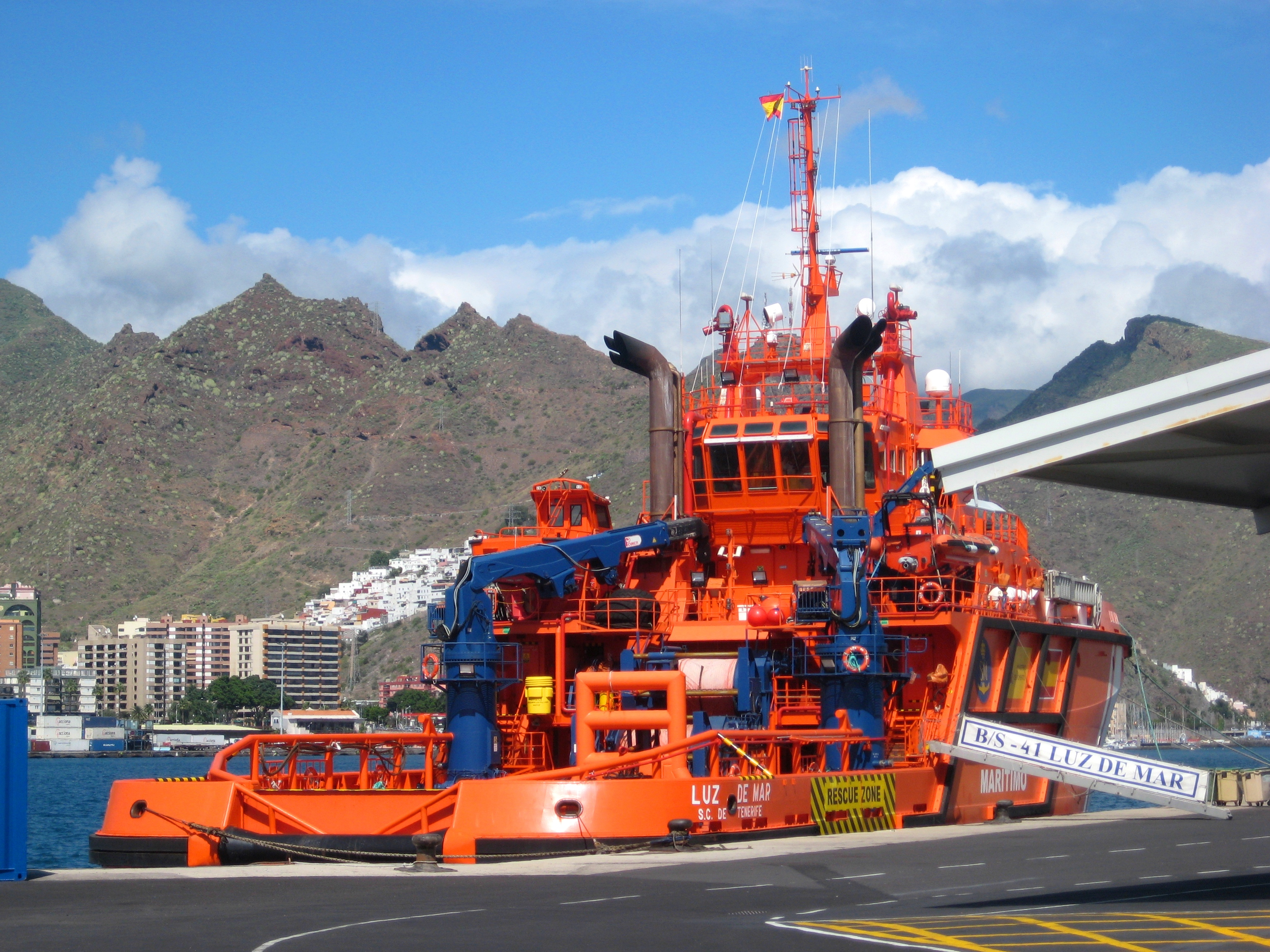
Remorqueur de la classe Luz de Mar.
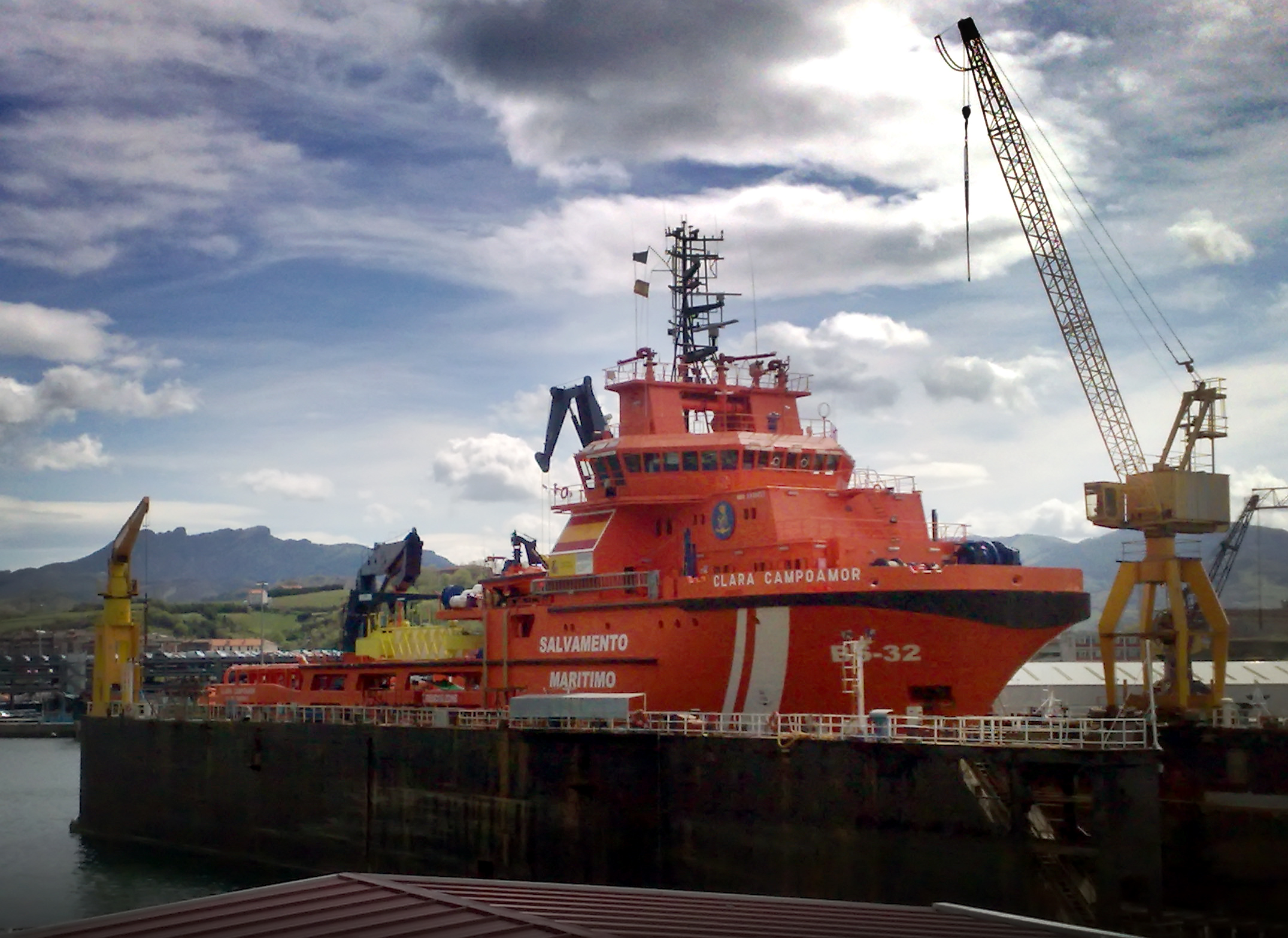
Remorqueur de la classe Don Inda.
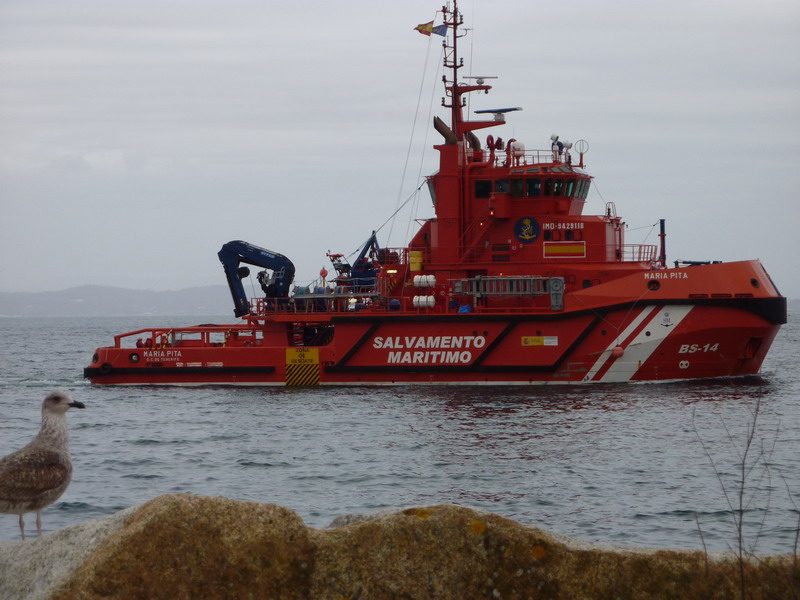
Remorqueur de la classe María de Maetzu.
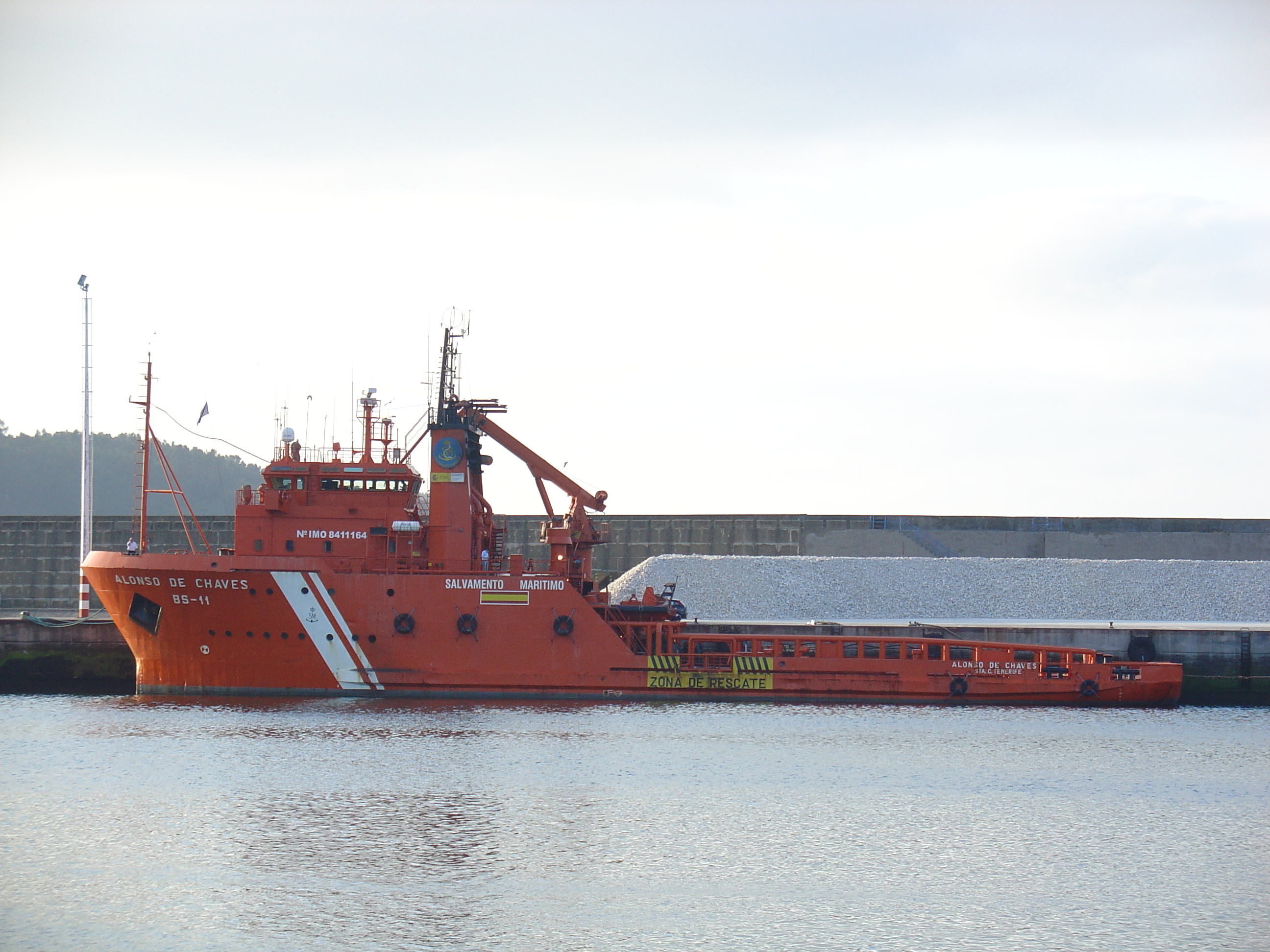
Le remorqueur Alonso de Chaves.
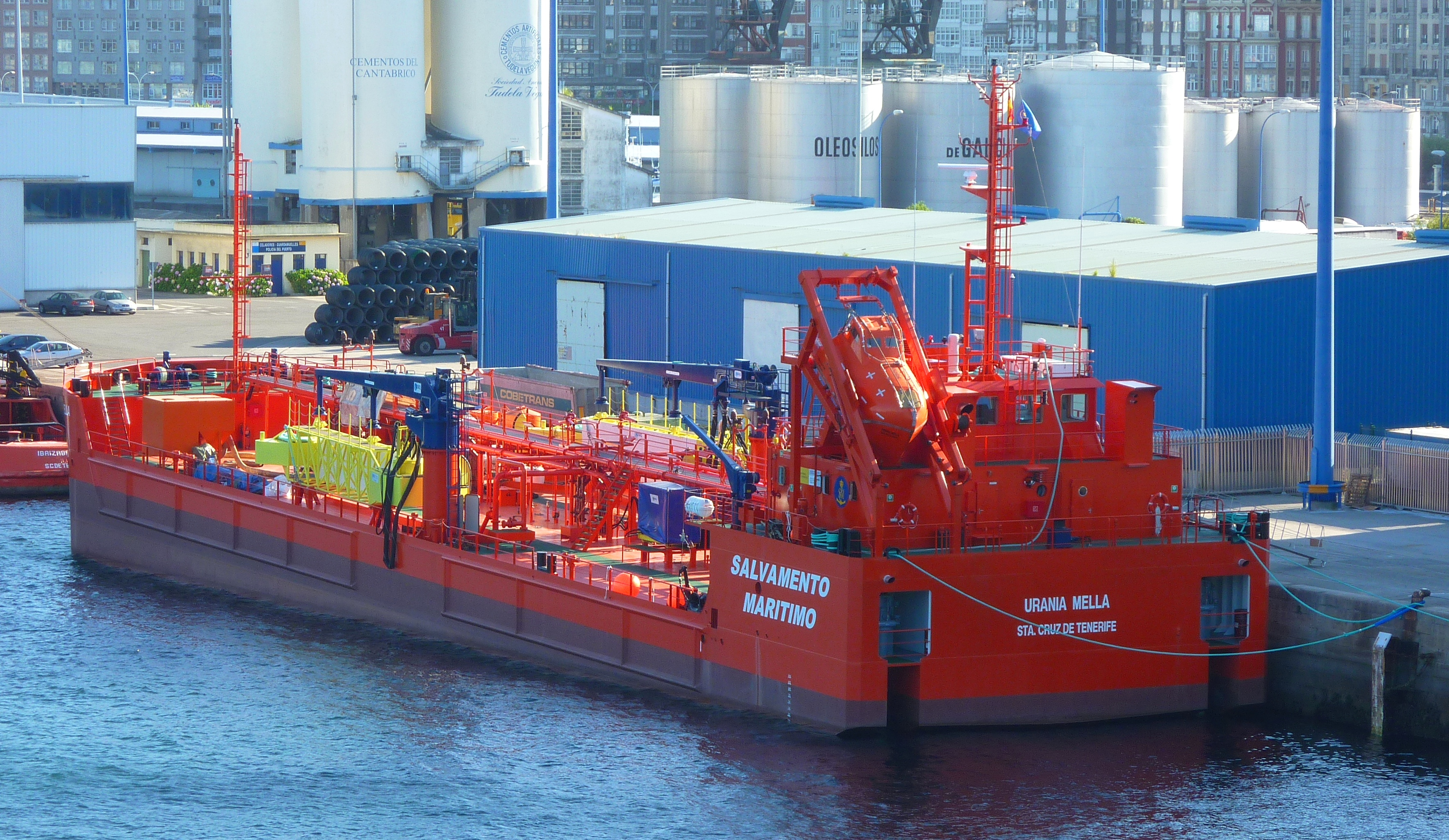
L'Urania Mella.
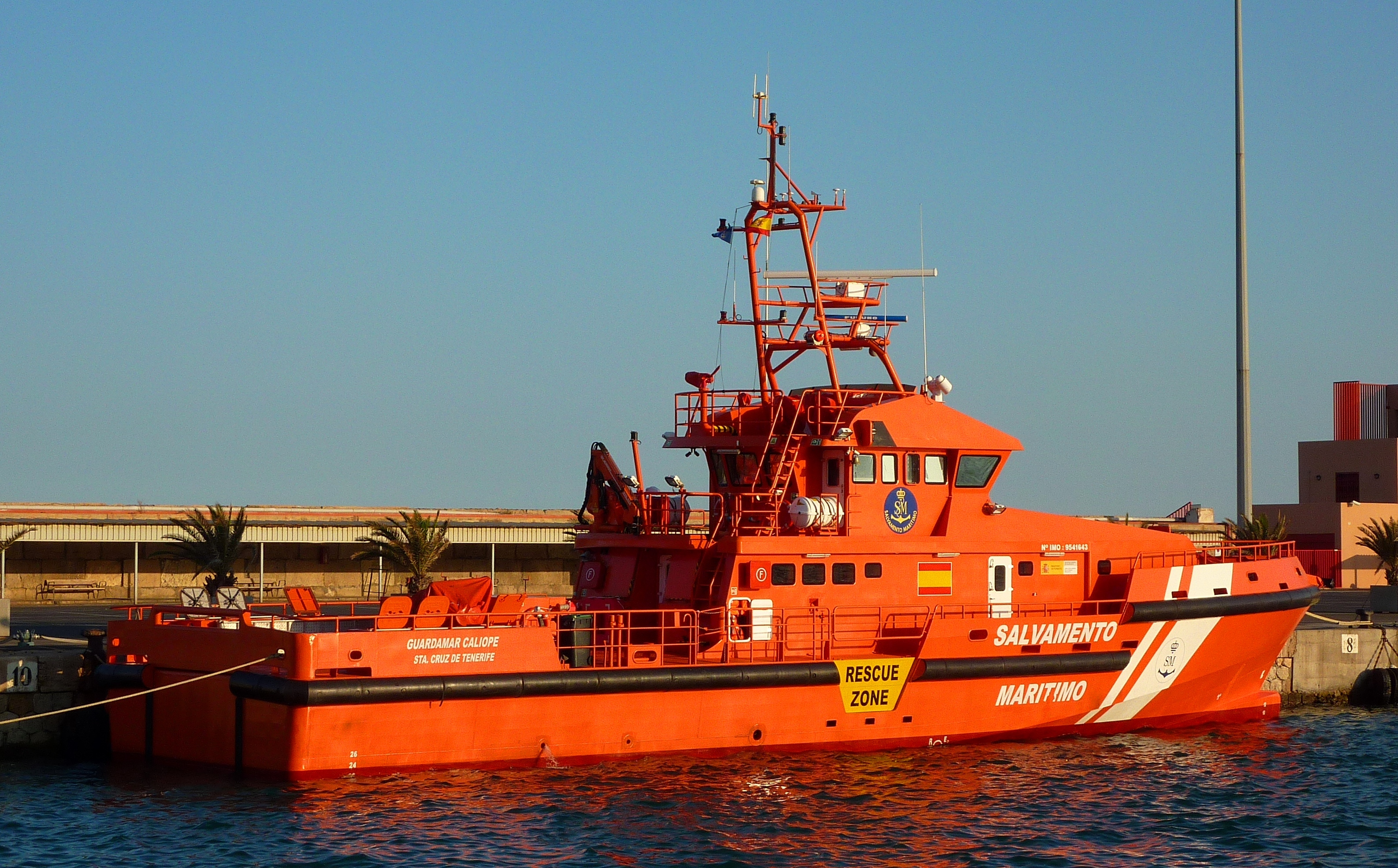
Bateau de la classe Guardamar.
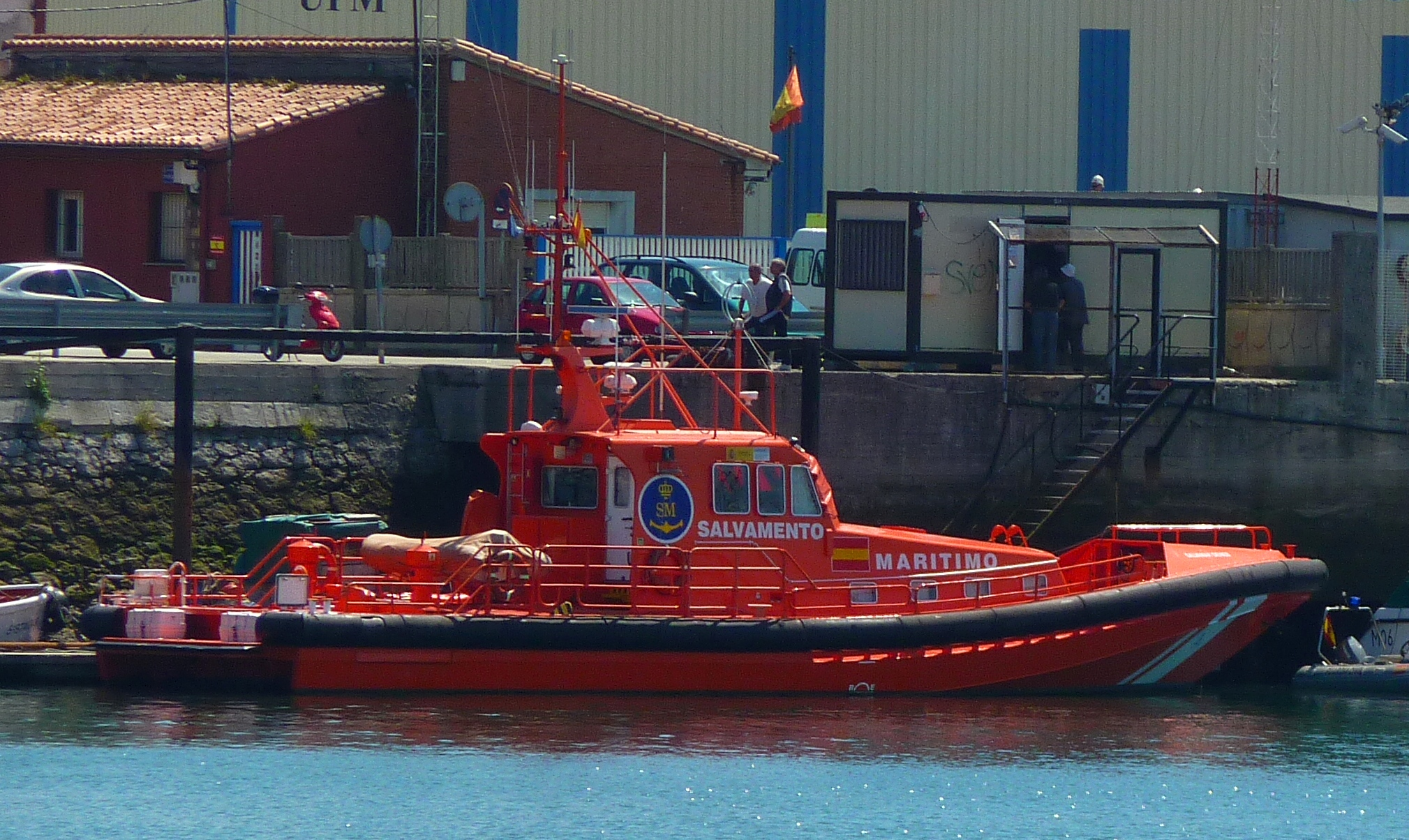
Bateau de la classe Salvamar.
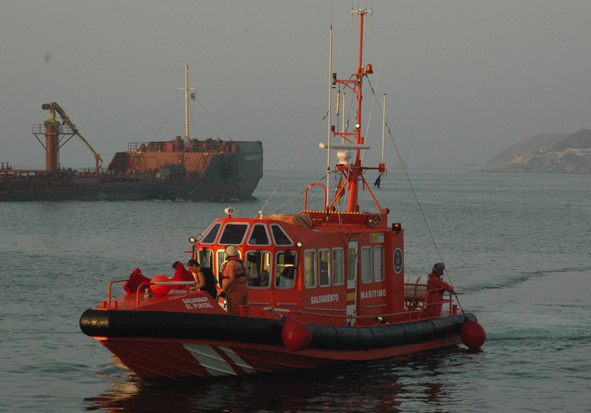
Bateau de la classe Salvamar.
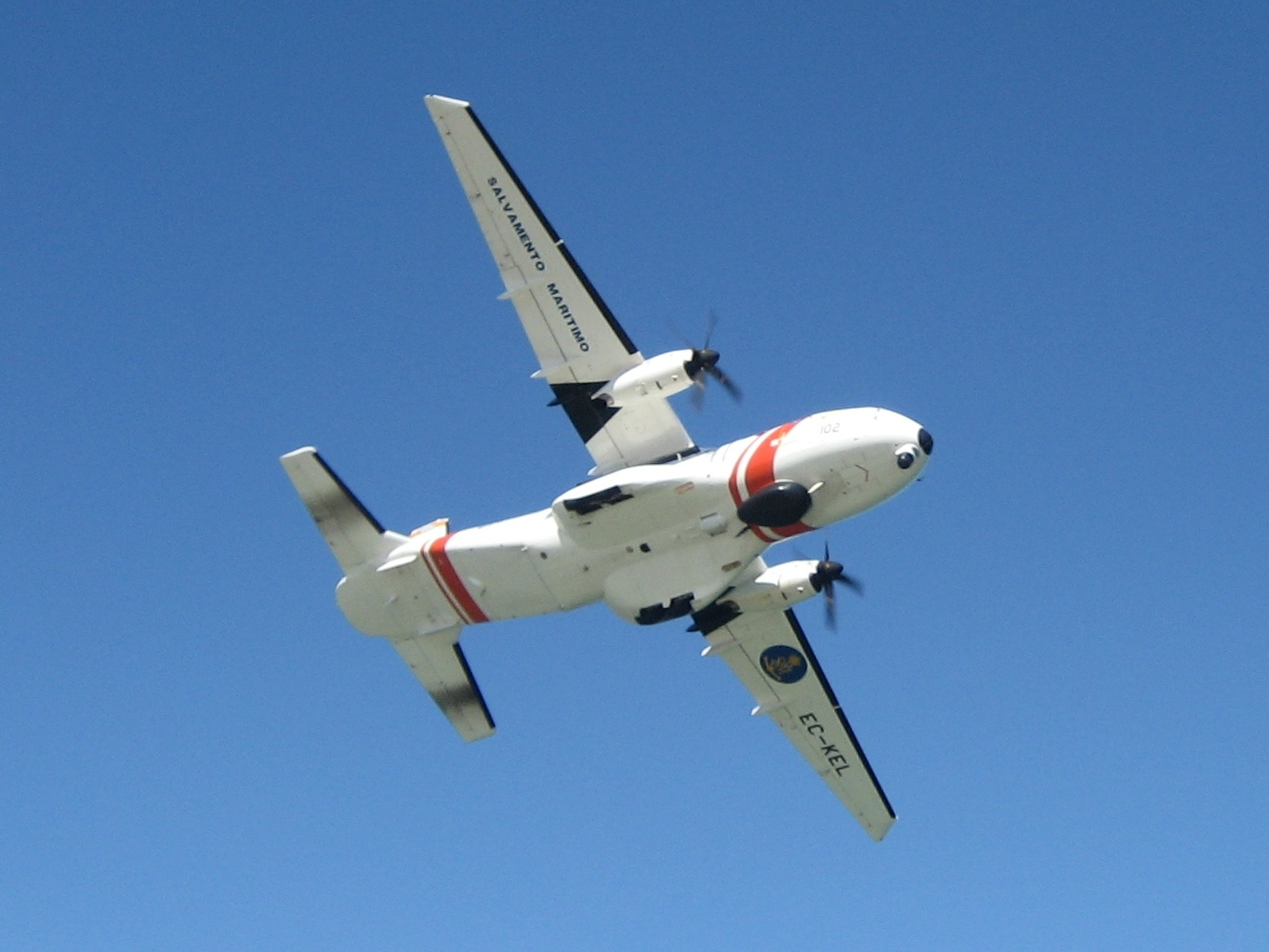
Patrouilleur maritime CASA CN-235.
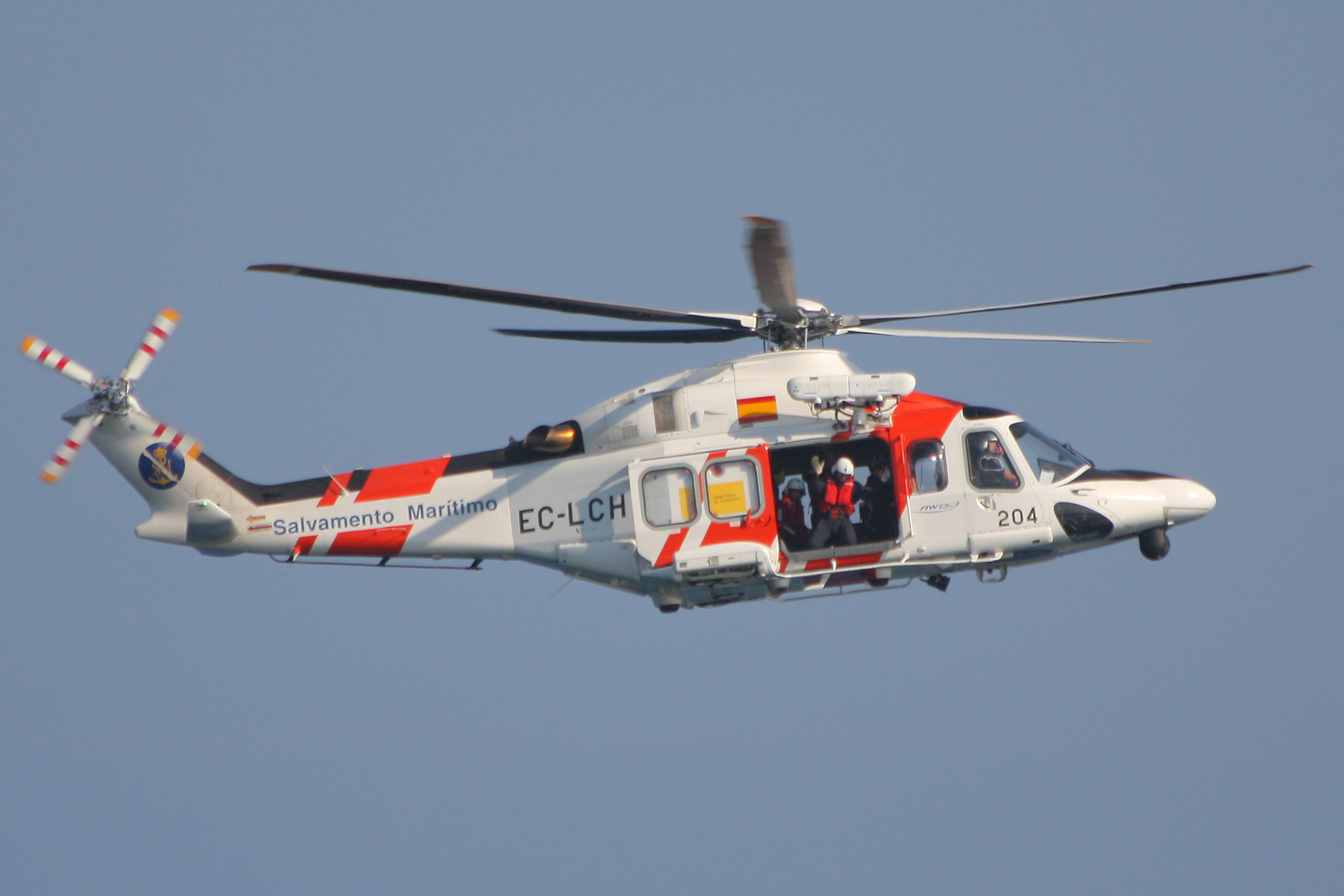
Hélicoptère AgustaWestland AW139SAR.
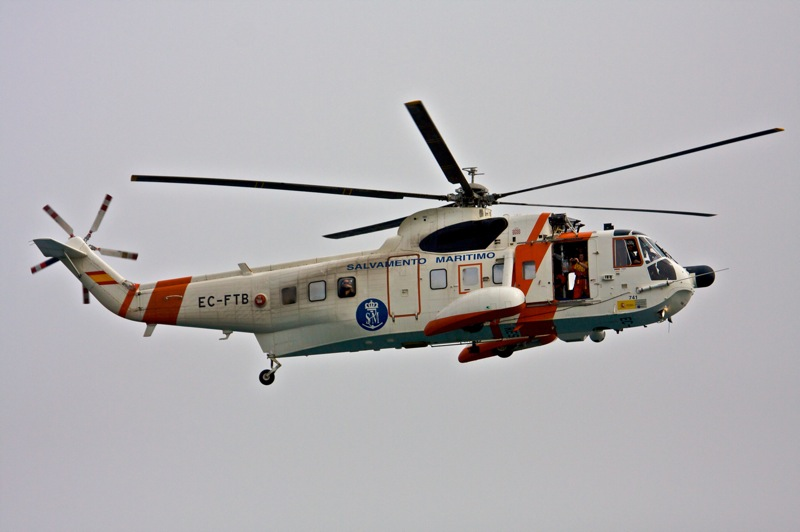
Hélicoptère Sikorsky S-61N Mk.II.
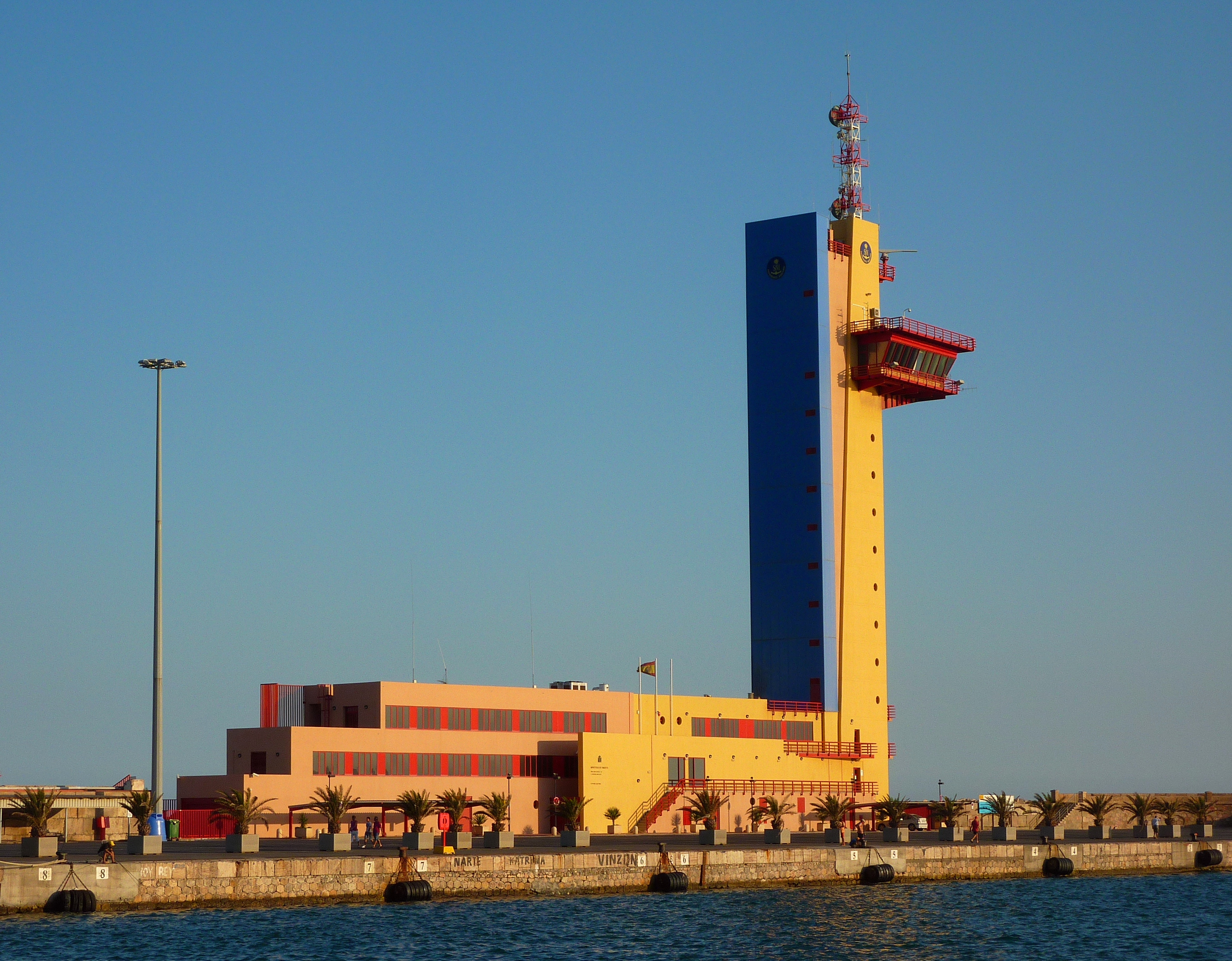
Tour de contrôle à Almería.